# Trésor de Tourouvre
Vous lisez un « bon article » labellisé en 2025.
Le trésor de Tourouvre, appelé aussi trésor double de Tourouvre, est un trésor monétaire découvert en 2010 sur le territoire de la commune de Tourouvre, dans le département français de l’Orne, en région Normandie. Il est acquis par la ville et conservé au musée de Normandie à Caen.
Le trésor est découvert lors d'un diagnostic archéologique déclenché après que le propriétaire du terrain a signalé des pillages au Service régional de l'archéologie. Les diagnostics ont permis d'établir que le secteur est occupé des Gaulois à la fin du Haut-Empire romain. Le trésor était contenu dans deux bouteilles en verre retrouvées lors du diagnostic, dont l'une a été endommagée lors de l'opération.
Comportant plus de quatre cents éléments, monnaies et également bijoux qui ont pu faire l'objet d'une étude approfondie, d'autant plus que l'ensemble est complet, le trésor est un témoin de la crise que traverse l'espace de la future Normandie dans le dernier tiers du IIIe siècle, dans une époque troublée en particulier par des invasions de pirates germains et francs.

## Localisation

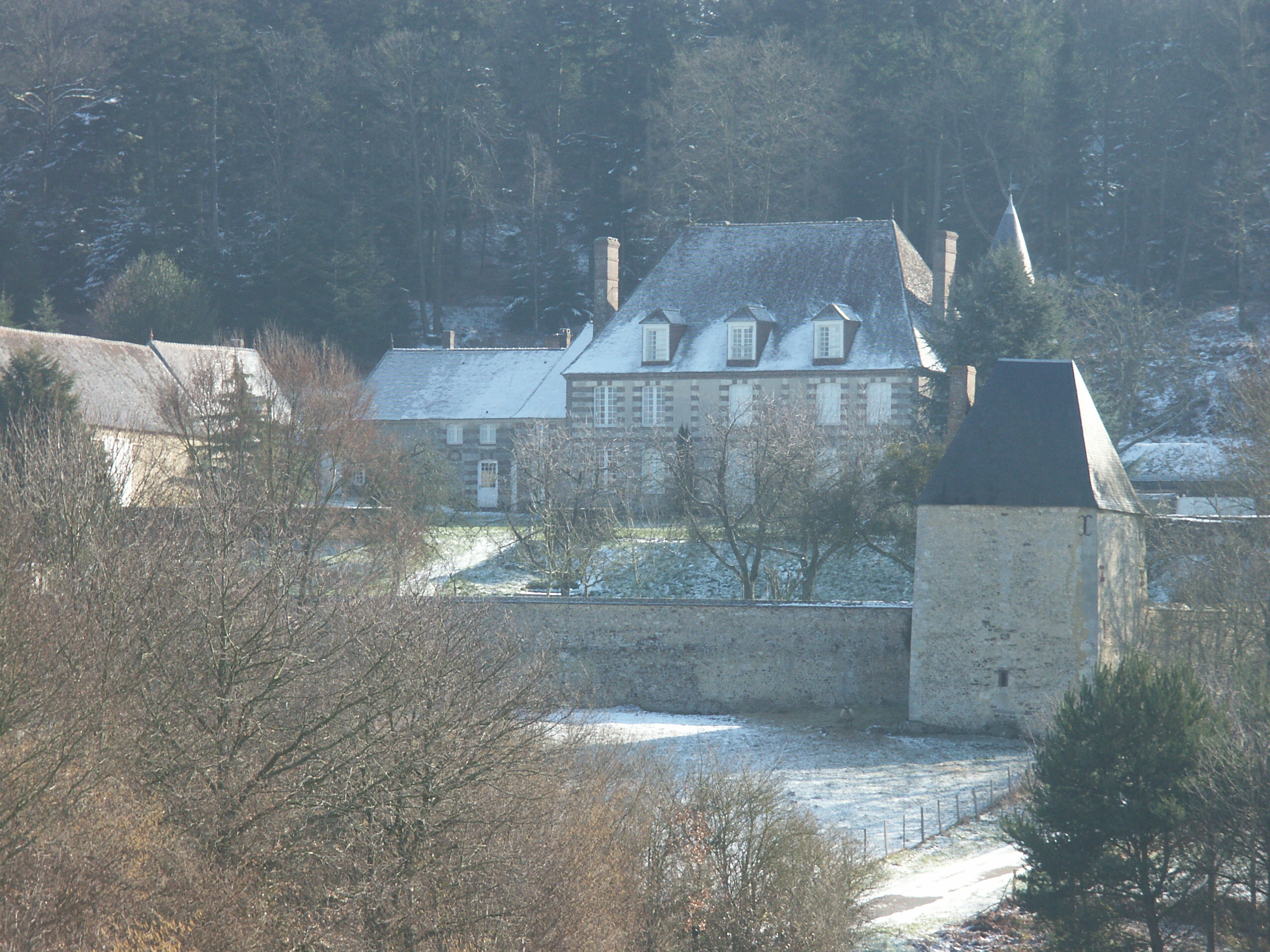
Le manoir de Bellegarde à Tourouvre.

Le trésor est découvert à Tourouvre, au lieu-dit « Bellegarde » dans le département de l'Orne, en 2010, lors d'un diagnostic archéologique. Le site se trouve sur une butte en face du manoir de Bellegarde, un édifice des XVe – XVIe siècles.
Une voie romaine était située à proximité.

## Découverte
Le propriétaire du terrain constate un pillage dans son domaine en 2008 et le signale au Service régional de l'archéologie (SRA).
Le diagnostic archéologique, dirigé par Guy Leclerc, a comme objectif de préciser la nature du site, connu comme camp militaire romain depuis le XIXe siècle. Les fouilles ont lieu en avril 2010, avec le soutien financier de la DRAC de Basse-Normandie ; six sondages sont alors réalisés. Les recherches sur le terrain durent dix jours. Elles ne permettent pas de découvrir des vestiges de constructions mais des fosses pleines de matériaux de démolition. Outre le trésor, les fouilles ont livré 30 monnaies indiquant que le site a été utilisé de la fin de la période gauloise au IIe siècle.
Le dépôt monétaire a été étudié par Pierre-Marie Guihard, du laboratoire de numismatique du CRAHAM de l'université de Caen après avoir été nettoyé par le service régional d'archéologie d'Île-de-France, chaque contenant étant étudié séparément. Un article de 2023[Lequel ?] évoque le traitement des monnaies[pas clair] au Cabinet des médailles de la Bibliothèque nationale de France (BnF).

## Description
Le trésor est constitué de 407 monnaies datées des règnes de Domitien à Victorin, dont la date la plus tardive est  270. Il y a deux dépôts, le premier de 130 monnaies et l'autre de 277, qui comprennent également des bijoux. Les deux dépôts sont probablement simultanés car des monnaies de Victorin datées de 270 ont été retrouvées dans les deux contenants. Les deux tiers des monnaies sont datables de 238 à 270, les autres datent des Flaviens jusqu'avant Gordien III.

### Bouteilles

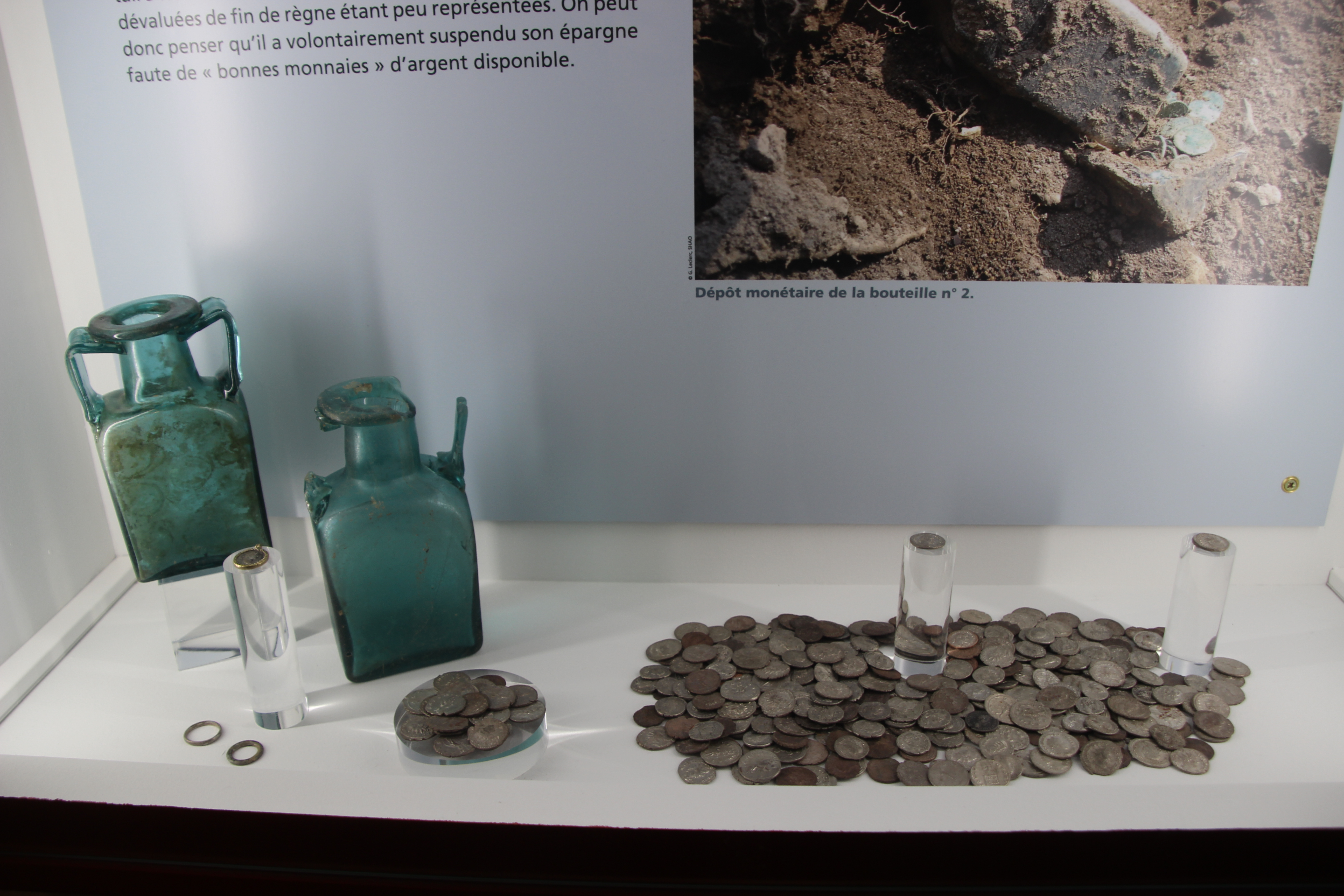
Vue générale de la vitrine présentant le trésor et ses contenants au musée de Normandie.

Le trésor est contenu dans deux bouteilles de verre rectangulaires à deux anses munies de nervures et coudées et de 15 à 16 cm de hauteur, d'un type utilisé du milieu du Ier siècle ou IIe siècle au milieu du IIIe siècle. Soixante-quinze exemplaires de ces bouteilles sont connus en France.
L'une d'elles a été abîmée lors de la fouille, du fait d'un coup de pioche, alors que l'autre est intacte. Le fond des contenants comporte des marques inédites. Dans celle qui est abîmée, on voit une estampille en losange alors que dans la seconde, l'estampille est davantage travaillée.
L'un des flacons est à rapprocher d'exemplaires connus en particulier dans le nord de la Gaule et dans le Gard. Les récipients de cette forme sont connus dans le centre et l'ouest de la France et la vallée du Rhin, et un atelier existait peut-être aux alentours de Compiègne, mais cette hypothèse ne fait pas l'unanimité.

### Monnaies et bijoux

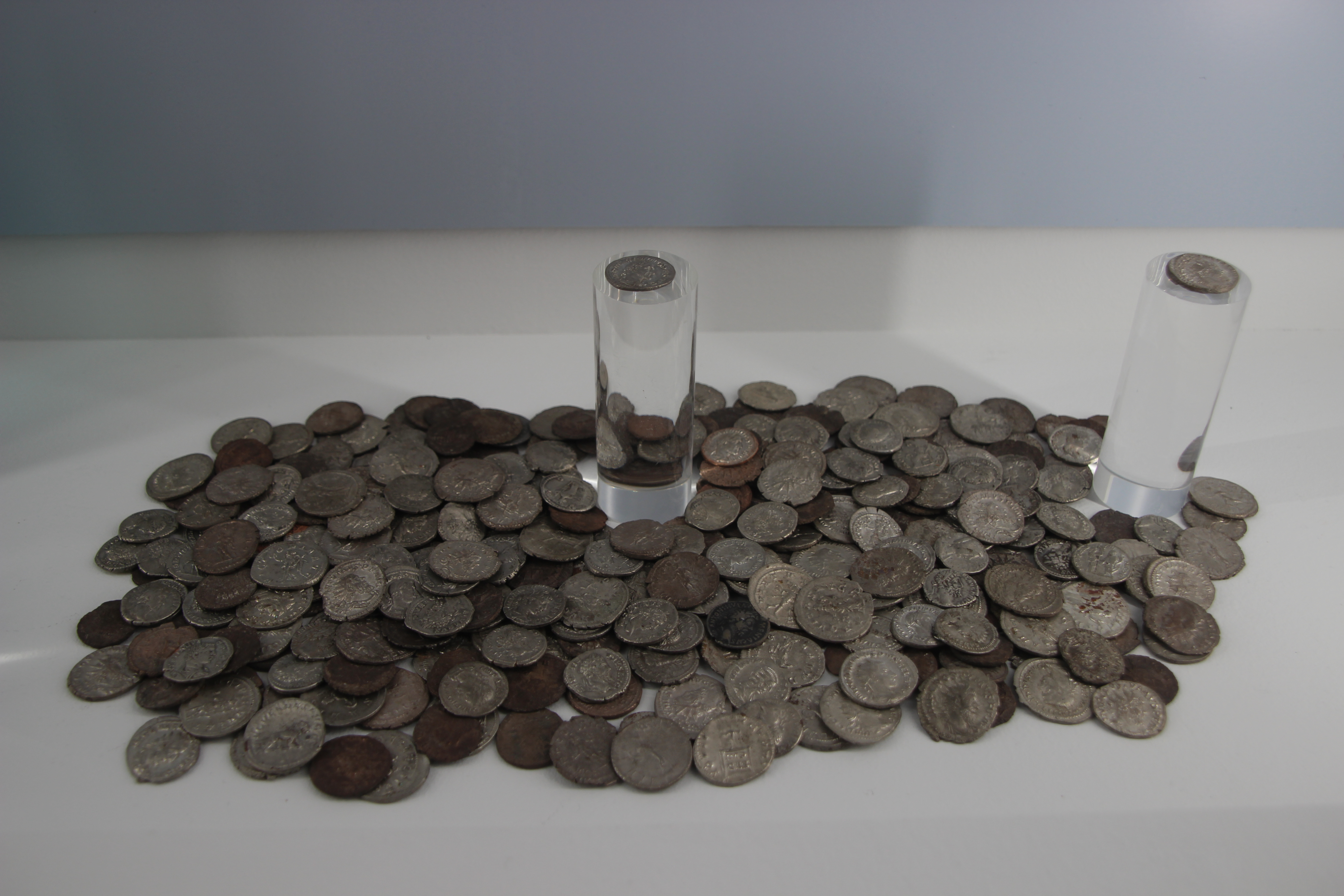
Détail des monnaies du trésor.

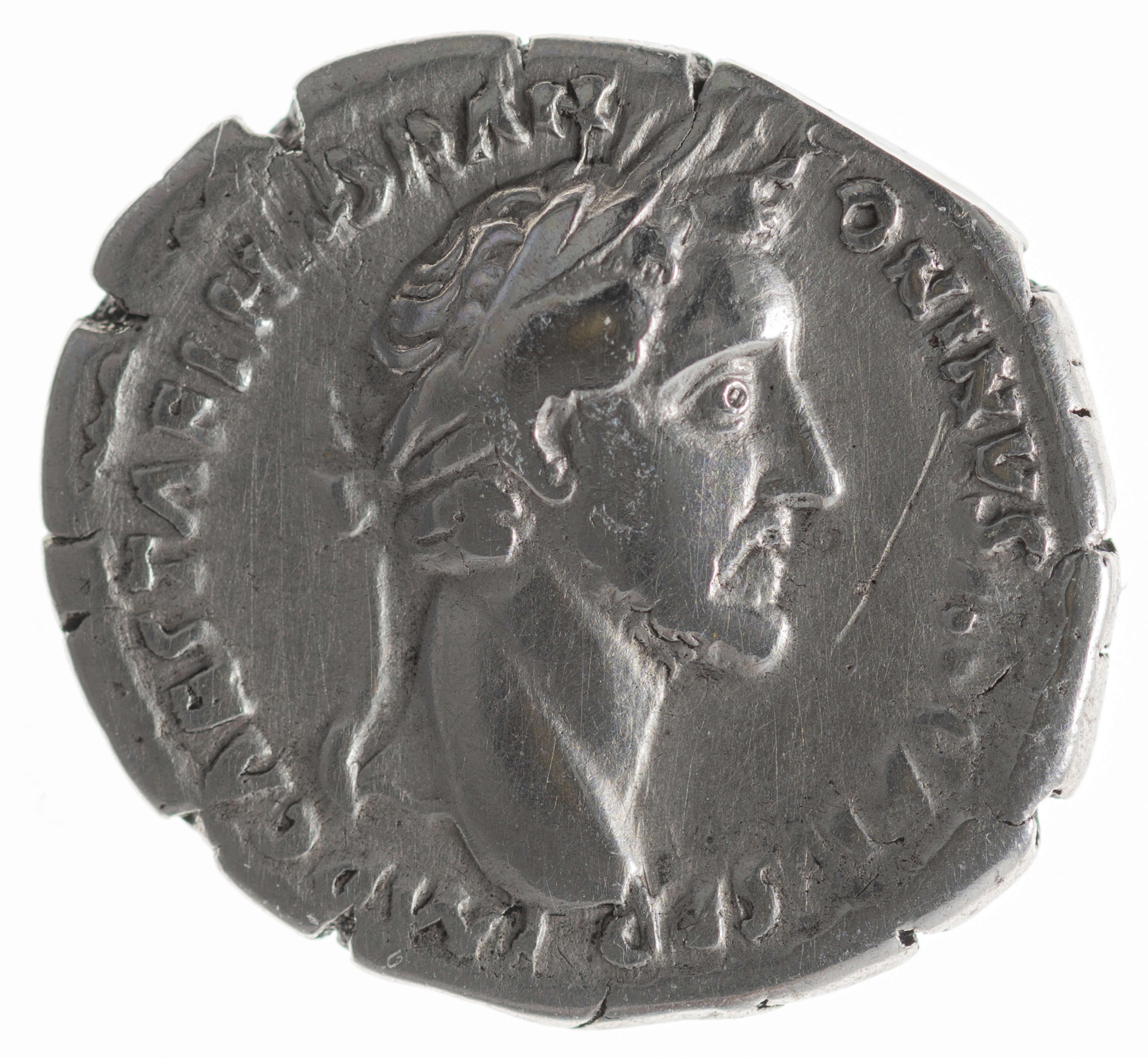
Avers d'un denier d'Antonin le Pieux (image d'illustration).

Le trésor mis au jour comprend un anneau ainsi qu’un pendentif fait d'un denier romain monté en médaillon. L’anneau, de facture très sobre, ne présente aucun ornement. Le pendentif se distingue par sa bordure torsadée autour du denier, émis sous le règne d’Antonin le Pieux et frappé à Rome entre les années 140 et 143. Cette monnaie, fortement usée, présente au revers une représentation de la louve allaitant les jumeaux légendaires Romulus et Rémus. La monture du pendentif pourrait contenir de l’or. Ce type de médaillon monétaire connaît une large diffusion au cours du IIIe siècle. En l’absence d’inscription distinctive, l'identité du propriétaire initial ne peut être établie.
La présence de bijoux n'est pas inédite pour les trouvailles de trésors datés du IIIe siècle, tant dans les découvertes du XVIIIe siècle que celles du XIXe siècle : le constat a été fait aux Préaux vers la fin du XVIIIe siècle, à Heudreville-sur-Eure (1880), Le Landin (1811) et la plus emblématique découverte est un trésor découvert à Rouen lors de travaux de terrassement au XIXe siècle.

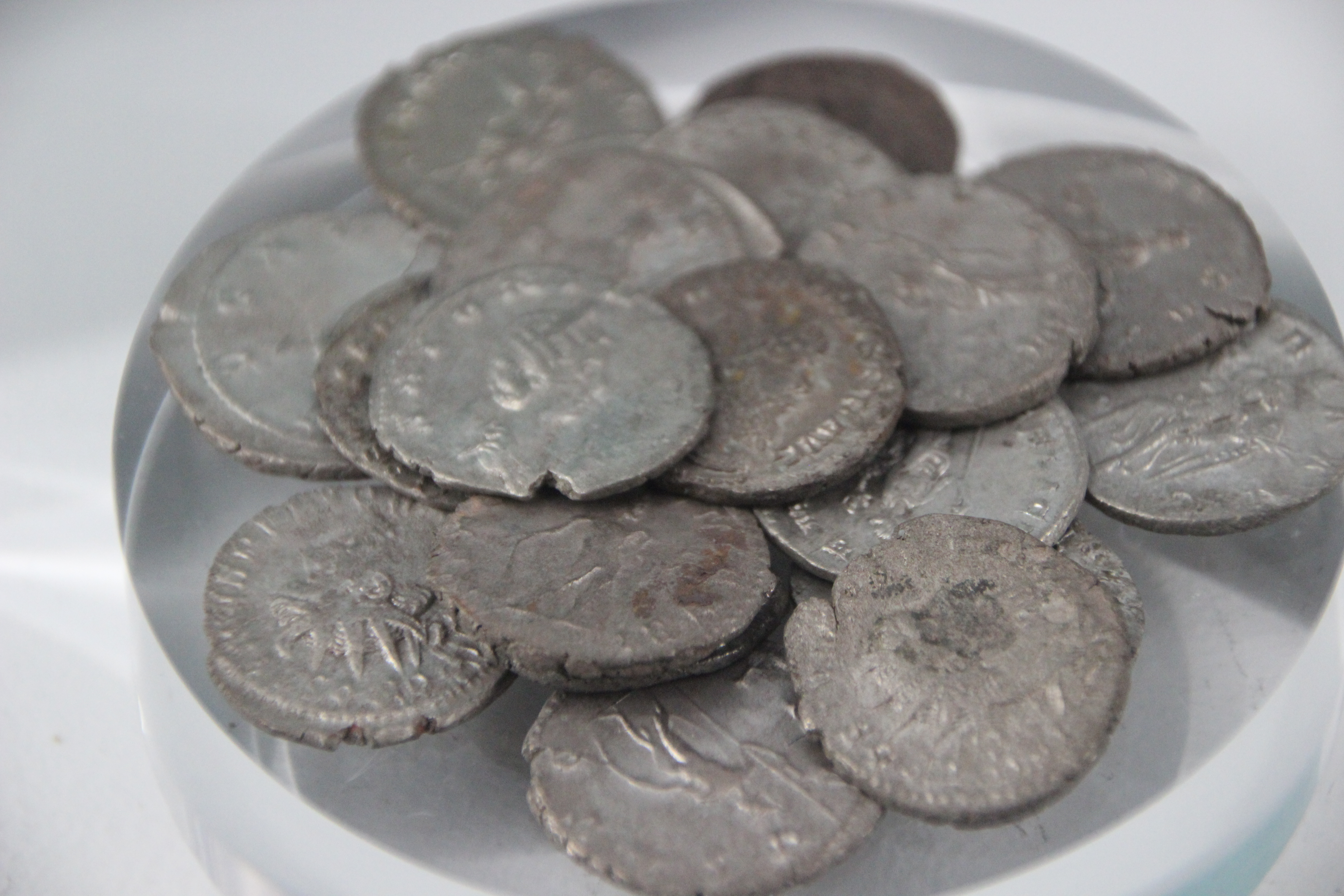
Détail des monnaies du trésor.

Les monnaies sont en argent et en billon. La première bouteille contient 130 antoniniens datés de Gordien III à Victorin, avec une grande proportion de monnaies datées des années 260 sous Gallien ou Postume. La seconde bouteille ressemble à la première pour la date finale, mais comporte des monnaies datées de la dynastie des Flaviens.
Il y a peu de fausse monnaie dans le dépôt. Il s'agit surtout de fausses pièces du règne de Postume, d'un poids « à peine inférieur » aux monnaies authentiques.
Les monnaies les plus récentes découvertes dans le trésor sont des émissions trévires de Victorin de 270, et cette date semble pouvoir être retenue pour l'enterrement du dépôt, « époque riche en dépôts monétaires », trente-six étant recensés dans l'ouest de la Gaule. Des trésors ont également été enfouis à cette époque sur les côtes britanniques.

## Interprétation

### Cassette d'une famille aisée
Les spécialistes considèrent que le trésor est une cassette familiale d'une famille aisée. La part de monnaies des années 260 indique un prélèvement sur des monnaies courantes. Les bijoux étaient quant à eux destinés à une femme. Que le dépôt soit composé de deux parties n'enlève pas à son homogénéité globale.

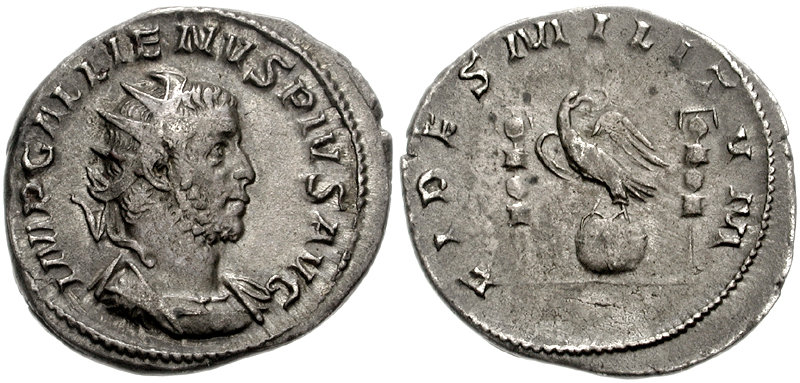
Antoninien de Gallien, ca 253-268 (image d'illustration).

Le trésor est un indicateur de la circulation monétaire au IIIe siècle, en particulier des antoniniens. Il atteste la circulation de deniers du Haut-Empire (ce qui contredit la thèse de Jean-Pierre Callu sur l'absence de telles circulations après 251) et est similaire à des dépôts de Grande-Bretagne. La thésaurisation de la seconde bouteille a eu lieu à partir de la fin des années 250-début des années 260. Les fausses monnaies se développent entre 268 et 282.
La fin de la thésaurisation est contemporaine de la fin de l'empire des Gaules. La seconde bouteille témoigne d'un long processus, à partir du milieu du IIIe siècle, alors que la première est datée des années 260 : le dépôt de Tourouvre est donc « la combinaison de plusieurs périodes de thésaurisation ». Le ou la propriétaire a fait le choix de conserver de la monnaie de bon aloi, avec peu de pièces dévaluées.

### Témoin d'une crise économique, politique et sociale

Carte de l'Empire en 271.

L'enfouissement des deux bouteilles est simultané, comme l'indique la présence de monnaies qui en fixent le terminus ante quem à 270, avec la fin de l'Empire gaulois en 274. La thésaurisation dans la bouteille I a débuté dans les années 260 par prélèvement ponctuel. La bouteille II comporte une chronologie très large et témoigne d'une vitesse de circulation des antoniniens au détriment du denier, et la thésaurisation, beaucoup plus longue, a débuté au tournant des années 250 et 260. L'épargne est constituée à partir de bonnes monnaies et lorsque la qualité des frappes se dégrade le ou la propriétaire ne les conserve pas. Guihard considère la date de l'enfouissement à 270 comme tout à fait sûre.

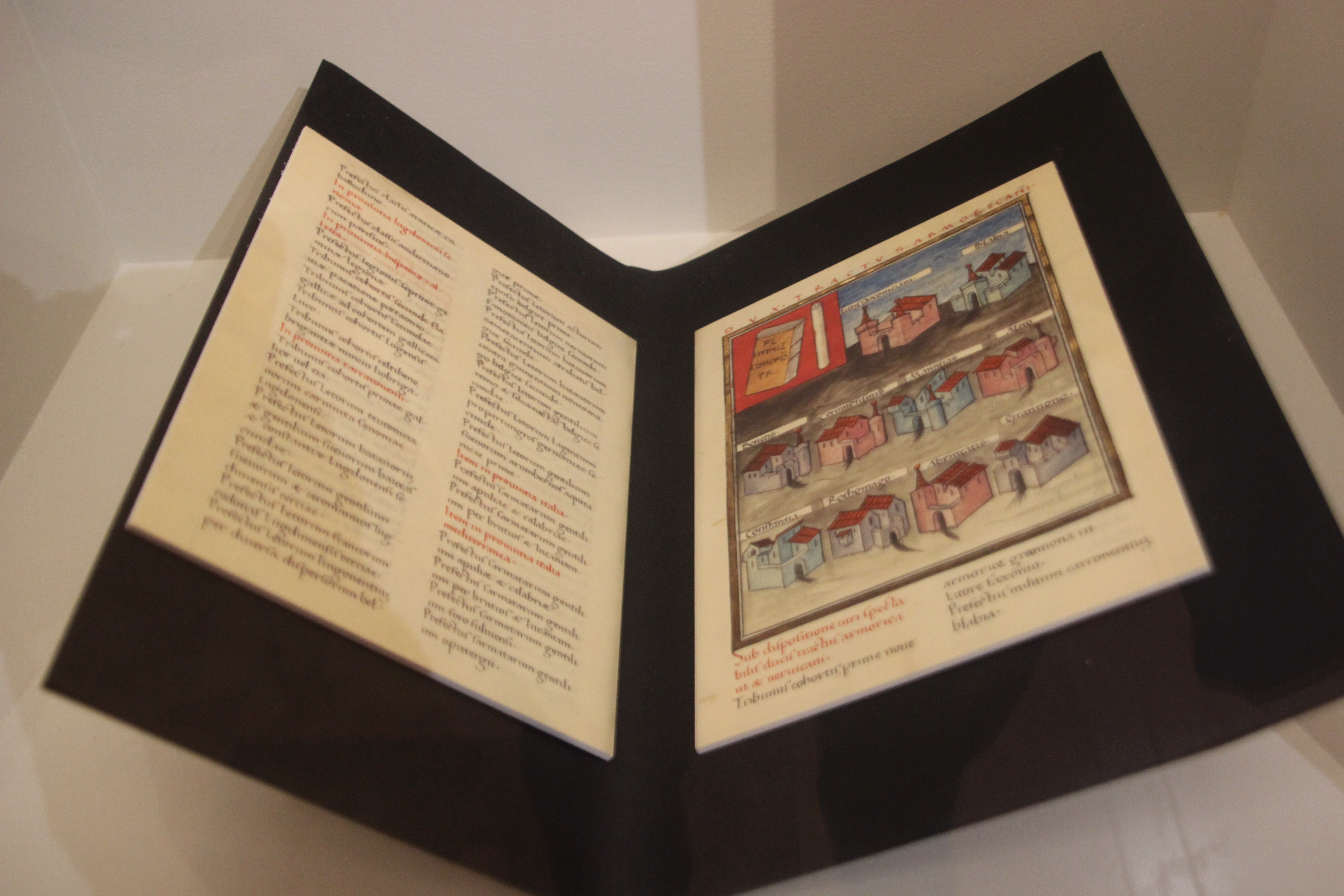
Fac-similé de la Notitia dignitatum exposée au musée archéologique du Mans durant l'exposition Au pied du mur consacrée à l'enceinte gallo-romaine du Mans.

L'enfouissement est lié à une crise économique, politique et sociale même si les raisons sont « obscures ». Les années 260 et 270 sont en particulier très instables, avec « un contexte d'insécurité croissante » : les incursions de pirates germains touchent la Gaule à partir de 256 selon Paul Orose (VII, 41), et pendant douze ans. En 268, les pirates francs attaquent la Flandre occidentale, le Calaisis et le Boulonnais. Les traces archéologiques de destructions ou abandons sont nombreuses. La reprise en mains de régions côtières est un impératif et la restauration des routes est un signe, avec l'installation de nouvelles bornes milliaires destinées à l'acheminement des troupes. La monnaie est destinée à payer les troupes chargées de sécuriser les côtes. L'espace de l'actuelle Normandie est alors intégré au Litus Saxonicum selon la Notitia dignitatum, les côtes de la Manche revêtant un aspect stratégique.
Le trésor est un bon exemple d'enfouissement à cachette multiple et le contenant de verre est connu par ailleurs, comme à Avezé, dans la Sarthe daté du IIIe siècle ou du IVe siècle. Il s'inscrit dans l'étude des trésors du IIIe siècle ayant contribué à l'étude des empereurs gallo-romains, même si la part de monnayage d'empereurs de Rome est comparable.

### Témoin de relations économiques?
La part des monnaies d'empereurs de Rome est comparable à celle des empereurs gaulois dans le trésor de Tourouvre. La part de monnaies d'empereurs de Rome bat en brèche la théorie de Callu de deux empires étanches du point de vue des circulations monétaires, l'empire des Gaules et l'empire central. La trouvaille de Tourouvre est une « nouvelle et solide confirmation » des circulations de monnaies italiennes en Gaule, où elles sont présentes au début de l'Empire gaulois (260-274). Il n'y a pas d'ateliers gaulois qui frappent monnaie pour Gallien, donc l'origine intérieure de ces pièces est exclue.
La question de la raison d'une telle circulation pose problème. Le motif économique de Jean-Pierre Callu ne tient pas, l'espace de l'actuelle Normandie étant assez à l'écart des principaux circuits commerciaux pour ne pas pouvoir justifier une circulation optimale de la monnaie. Guihard considère que cette circulation est due à des motifs militaires, dans le contexte des guerres entre Gallien, au centre de l'Empire, et Postume en Occident en 266-267, et de l'insécurité ambiante à l'époque.
La région est importante pour « contenir d'incessants raids germains venus de la mer », et les trésors sont le reflet de ces attaques, qui sont également traduites par des traces de destructions et d'incendies dans l'ouest de la Gaule des années 260-270. Ces monnaies ont pu servir à régler la solde des militaires et à contenir le pouvoir de l'usurpateur,. L'enfouissement du trésor double de Tourouvre est donc explicable par la « crise des invasions » du IIIe siècle et témoigne des troubles du temps dans une région qui reste, malgré cela, intégrée aux circuits des échanges monétaires.